# Carnival of Souls: The Final Sessions
Carnival of Souls: The Final Sessions è il diciassettesimo album dei Kiss, pubblicato il 28 ottobre 1997 per l'etichetta discografica Mercury Records.

## Il disco
Si tratta dell'ultimo album registrato dei Kiss prima della reunion avvenuta nel 1996, e del primo e unico album dei KISS contenente una canzone (I Walk Alone) con Bruce Kulick nelle vesti di cantante principale. La band diede un'altra svolta alla loro musica. Le sonorità sono molto vicine al grunge e alla musica elettronica. Questa innovazione si dimostrò vana e l'album registrò vendite molto basse.
"I Confess" venne scritta da Simmons a quattro mani con Ken Tamplin, ex membro della christian metal band Shout. Le tracce Childhood's End e In My Head sono state scritte da Gene Simmons in collaborazione con due ex membri del gruppo Black 'N Blue, ovvero il cantante Jaime St. James e il chitarrista Tommy Thayer, che dal 2002 prenderà il posto di Ace Frehley nei KISS.

## Tracce
Testi e musiche di Kiss.
1. Hate – 4:36 (testo: Gene Simmons, Bruce Kulick e Scott Van Zen)
2. Rain – 4:46 (testo: Paul Stanley, Kulick e Curtus Cuomo)
3. Master & Slave – 4:57 (testo: Paul Stanley, Bruce Kulick e Curtus Cuomo)
4. Childhood's End – 4:20 (testo: Gene Simmons, Bruce Kulick e Tommy Thayer)
5. I Will Be There – 3:49 (testo: Paul Stanley, Bruce Kulick e Curtus Cuomo)
6. Jungle – 6:49 (testo: Paul Stanley, Bruce Kulick e Curtus Cuomo)
7. In My Head – 4:00 (testo: Gene Simmons, Jaime St. James e Scott Van Zen)
8. It Never Goes Away – 5:42 (testo: Paul Stanley, Bruce Kulick e Curtus Cuomo)
9. Seduction of the Innocent – 5:16 (testo: Gene Simmons e Scott Van Zen)
10. I Confess – 5:23 (testo: Gene Simmons e Ken Tamplin)
11. In The Mirror – 4:26 (testo: Paul Stanley, Bruce Kulick e Curtus Cuomo)
12. I Walk Alone – 6:07 (testo: Gene Simmons e Bruce Kulick)

## Formazione
- Gene Simmons - voce principale o secondaria, basso
- Paul Stanley - voce principale o secondaria, chitarra ritmica
- Bruce Kulick - voce principale (I Walk Alone) o secondaria, chitarra solista e ritmica, basso
- Eric Singer - voce secondaria, batteria